# Porella peruviana
Porella peruviana là một loài rêu tản trong họ Porellaceae. Loài này được (Nees) Trevis. miêu tả khoa học lần đầu tiên năm 1877.